# Литовский, Осаф Семёнович
Осаф Семёнович Литовский (первоначальная фамилия Каган; 25 мая (6 июня) 1892 — 14 декабря 1971) — советский драматург, журналист, редактор, критик и писатель.

## Биография
Окончил гимназию и музыкальное училище в Тамбове, учился также в Петрограде в Петроградском Институте высших коммерческих знаний. Работал страховым агентом. Член ВКП(б) с 1918 года.
С 1918 года работал в газете Известия, секретарь редакции. В ранние годы пользовался псевдонимом «Уриэль». Герой стихов Владимира Маяковского (1923), с которым был дружен:
Тов. ЛИТОВСКОМУ.
Из всех газетных китов, из кого

Состоят «Известия» нонича,

Пренежно люблю Литовского
Осафа Семёныча.
Редактор и сотрудник (критик) театральных журналов «Театр и драматургия», «Советский театр», «Рабочий и искусство», автор статей в газетах «Правда», «Советское искусство» и других. Входил в созданный в 1920 году для углубления и расширения коммунистического влияния в деле организации литературных сил союз писателей-коммунистов «Литературный фронт».
Декларировал борьбу с буржуазной идеологией как задачу деятеля искусства.
Жил на Остоженке, в Савельевском переулке, где у него собирались московские журналисты и литераторы. Друг поэта Сергея Городецкого.
С августа 1923 по май 1925 года — ответственный редактор газеты «Рабочий край» (Иваново-Вознесенск). Авенир Ноздрин в своём дневнике писал: «„Рабочий край“ не удержался на той высоте, на которую поднимался при Воронском. С приездом Литовского он начал падать». В Литовском Ноздрин видел «человека, умеющего поспевать за теми, кто выше его, и вечно одёргивающего тех, кто ниже его и которых он заставлял идти-поспевать за собой, как он поспевал сам за другими».
В 1925—1929 годах — заведующий, ответственный секретарь и член редколлегии газеты «Беднота» в Москве.
В 1928 году вошёл в состав художественного Совета МХАТа от Ассоциации Театральных критиков. С октября 1929 по январь 1930 года — заместитель председателя правления Издательства по театру и кино.
С 1930 года — заместитель председателя Главреперткома Наркомпроса РСФСР. С февраля 1932 года по июнь 1937 года — председатель Главреперткома, одновременно руководитель театральной и музыкальной секцией (в 1934—1935 годах).
В июне—октябре 1937 года — литературная работа на дому. В октябре 1937 — октябре 1941 года работал в Московском театре Ленсовета заведующим литературной частью и режиссёром.
С октября 1941 по март 1942 года в эвакуации в Кирове, после чего к административной работе не возвращался. С июня 1951 года член Союза писателей СССР.

## Семья
- Жена — Елизавета Моисеевна Литовская.
  - Сын — Валентин Литовский, который в 14-летнем возрасте снялся в заглавной роли в фильме «Юность поэта» о лицейских годах Александра Пушкина, а в 1941 году погиб на фронте.

## Театральные взгляды и работа для театра
Апологет революционного театра с агитационным посылом. Был дружен с Мейерхольдом, написал брошюру о руководимом им театре «Десятилетие Театра Революции в поисках нового героя» (1933). В брошюре «Театральные заметки» (1931) критиковал МХАТ и Большой театр за пристрастие к классическому репертуару.
В 1939 году совместно с Ш. Гергеем написал антифашистскую пьесу «Мой сын». Автор пьес «Родина» (1940), «Сентиментальный вальс» (1941), «Андрей Протасов» и «Гусев, жена и дети» (1947), инсценировки «Хождение по мукам» (по А. Н. Толстому, 1947). Совместно с К. Осиповым написал пьесы «Александр Невский», «Русские орлы» (1942).

## Отношение к Михаилу Булгакову
Известен как критик творчества Михаила Булгакова, в произведениях которого, по мнению некоторых литературоведов, был возможным прототипом литдеятеля Латунского (вместе с А. Р. Орлинским).

«Произведения Булгакова, начиная от его откровенно контрреволюционной прозы и кончая „Мольером“, занимают место не в художественной, а в политической истории нашей страны, как наиболее яркое и выразительное проявление внутренней эмиграции, хорошо известной под нарицательным именем „булгаковщины“».

История его взаимоотношений с Михаилом Булгаковым началась в 1926 году (когда Литовский опубликовал уничижительную статью о пьесе «Дни Турбиных», определив её как "вишнёвый сад «белого движения»), продолжалась в течение дальнейшей жизни и завершилась после смерти писателя: в начале 1960-х критик написал «сомнительную в отношении достоверности» книгу «Глазами современников», в которой пытался объяснить, чем вызвано его «пристрастное отношение» к Булгакову.
В 1930-х годах жил в «писательском доме» в Лаврушинском переулке, 17. Считается, что именно этот дом стал знаменитым «Драмлитом» в романе «Мастер и Маргарита», где в кв. 84 проживал ненавистный Маргарите критик Латунский, сгубивший Мастера, и где учинён был Маргаритой погром в квартире Латунского.
По воспоминаниям посетившего его на дому (Горького, 12 (ныне Тверская, 38), кв. 273) писателя-врача Ю. Крелина:

«Довелось мне в дни работы в поликлинике Литфонда попасть по вызову к писателю Литовскому. Говорят, будто он и был прототипом Латунского. Престижный дом на улице Горького, рядом с Елисеевским гастрономом. <…> Помню громадную комнату, пыльную, запущенную, не убираемую давно. Два старика — он и она. Она сидит в отдалении от дверей, от него и от меня — в кресле. <…> На ложе сидит маленький старичок в майке-безрукавке; руки, шея, грудь открыты, белы, дряблы, кости торчат от худобы. <…> На столе же, с одной стороны, не богато, но неожиданно. С другой же стороны, богато и ожиданно: стерилизатор со шприцами и коробка с ампулами наркотиков. <…> Сидел я там что-то около часа. Старик почти всё время занят: берёт шприц из стерилизационного контейнера, следом ампулу, чуть надпиливает ее, отламывает кончик, набирает содержимое в шприц, протирает плечо ваткой, вкручивает иголку в плечо, сверху вниз. Всё укладывает в другой контейнер. Ампулу в пепельницу. Ни на мгновенье не прерывает разговор со мной. По прошествии десяти минут берет следующий шприц — и вся манипуляция повторяется точно до мелких движений. Накопился контейнер использованными шприцами, опустел первый. Подлил воды и включил стерилизатор в сеть. И всё не сходя с места. Всё приспособлено. Коробка с ампулами большая. <…> В поликлинике мне рассказали, что он был официально разрешённым наркоманом»— Крелин Ю. Извивы памяти.

## Сочинения
- Театральные заметки. М., 1931.
- Вопросы репертуара. М. — Л., 1931.
- Задачи художественной самодеятельности в свете решений XVII партконференции. М., 1932.
- Десятилетие Театра Революции в поисках нового героя. М., 1933.
- Так и было. Очерки. Воспоминания. Встречи. М., 1958.
- Глазами современника. Заметки прошлых лет. М., 1963.

### Пьесы
- Мой сын (1939).
- Родина (1940).
- Сентиментальный вальс (1941).
- Александр Невский (1942) Совм. с К. Осиповым.
- Русские орлы (1942) Совм. с К. Осиповым.
- Андрей Протасов.
- Гусев, жена и дети (1947).